# Ибраев, Искак
Искак Ибраев (каз. Ысқақ Ыбыраев; 1911—1965) — Герой Советского Союза, командир взвода 177-го гвардейского стрелкового полка (60-я гвардейская стрелковая дивизия, 5-я ударная армия, 1-й Белорусский фронт), гвардии лейтенант.

## Биография
Родился 27 апреля (10 мая — по новому стилю) 1911 года в ауле Каратал (ныне — Амангельдинский сельский округ, Есильский район Северо-Казахстанской области) в семье крестьянина. Казах. Происходит из рода атыгай племени аргын.  Член ВКП(б)/КПСС с 1940 года. Окончил семилетнюю школу в 1927 и педагогический техникум в городе Петропавловск (административный центр Северо-Казахстанской области) в 1930 году. Работал учителем в школах в селах Орталык, Берлик и Жаргаин Есильского района Северо-Казахстанской области.
В Красной Армии с июля 1942 года. Окончил ускоренные курсы Горьковского военно-политического училища и был назначен заместителем командира роты по политической части 50-го стрелкового полка. С 1943 года по январь 1944 года обучался в Могилёвском военном пехотном училище. В боях Великой Отечественной войны с июля 1944 года.
Командуя взводом 177-го гвардейского стрелкового полка (60-я гвардейская стрелковая дивизия, 5-я ударная армия, 1-й Белорусский фронт), гвардии лейтенант Ибраев отличился в январе 1945 года при прорыве долговременной обороны противника в районе местечка Буды-Августовске (19 километров юго-западнее населённого пункта Магнушев, Польша).
Во время артиллерийской подготовки он выдвинул взвод вперёд к минным полям, проделал проходы в них и выдвинулся к переднему краю обороны противника. Как только наша артиллерия перенесла огонь в глубину, Ибраев, увлекая за собой бойцов, первым ворвался во вражескую траншею. В рукопашной схватке лично уничтожил офицера и несколько солдат противника. Овладев первой траншеей, взвод устремился дальше, но вскоре вынужден был залечь под пулемётным огнём из дзота, расположенного на подступах к населённому пункту. Лейтенант Ибраев приказал двум отделениям вести по дзоту отвлекающий огонь, а с бойцами третьего отделения скрытно обошёл его справа. Вражеская огневая точка была подавлена. Своими действиями обеспечил продвижение роты, вывел взвод на реку Пилица и с ходу форсировал её.
Указом Президиума Верховного Совета СССР от 27 февраля 1945 года за мужество, отвагу и героизм, проявленные в борьбе с немецко-фашистскими захватчиками, гвардии лейтенанту Ибраеву Искаку присвоено звание Героя Советского Союза с вручением ордена Ленина и медали «Золотая Звезда» (№ 7473).
С 1945 года — в запасе. С февраля по ноябрь 1946 года работал инструктором отдела кадров североказахстанского обкома партии. В 1948 году окончил Алма-атинскую партийную школу при Центральном Комитете Коммунистической партии Казахстана. В 1948—1957 годах работал третьим секретарём Октябрьского районного комитета партии, секретарём парткома Покровского, а затем Теренсайского зерносовхозов.
Награждён орденами Ленина, Красной Звезды, «Знак Почёта», медалями «За победу над Германией», «За освобождение Варшавы», «За освоение целинных и залежных земель».
13 июня 1965 года Искак Ибраев после тяжёлой болезни умер. Похоронен в селе Ленино района Шал акына.
В городе Сергеевка Северо-Казахстанской области установлен бюст Героя. Его именем названы совхоз, где он работал, и улица в посёлке Теренсай. В 2001 году село Ленино переименовано в аул Искака Ибраева.